# مورتن كنودسن
مورتن كنودسن (بالدنماركية: Morten Knudsen)‏ هو لاعب كرة قدم دنماركي، ولد في 28 أبريل 1995 في الدنمارك في مملكة الدنمارك. شارك مع منتخب الدنمارك تحت 17 سنة لكرة القدم ومنتخب الدنمارك تحت 19 سنة لكرة القدم. أما مع النوادي، فقد لعب مع إنتر ميلان.

## وصلات خارجية
- مورتن كنودسن على موقع الاتحاد الأوربي (الإنجليزية)
- مورتن كنودسن على موقع قاعدة بيانات كرة القدم.إي يو (الإنجليزية)
- مورتن كنودسن على موقع Soccerway.com (الإنجليزية)
- مورتن كنودسن على موقع عالم كرة القدم.نت (الإنجليزية)